# 烏爾菲拉冰川

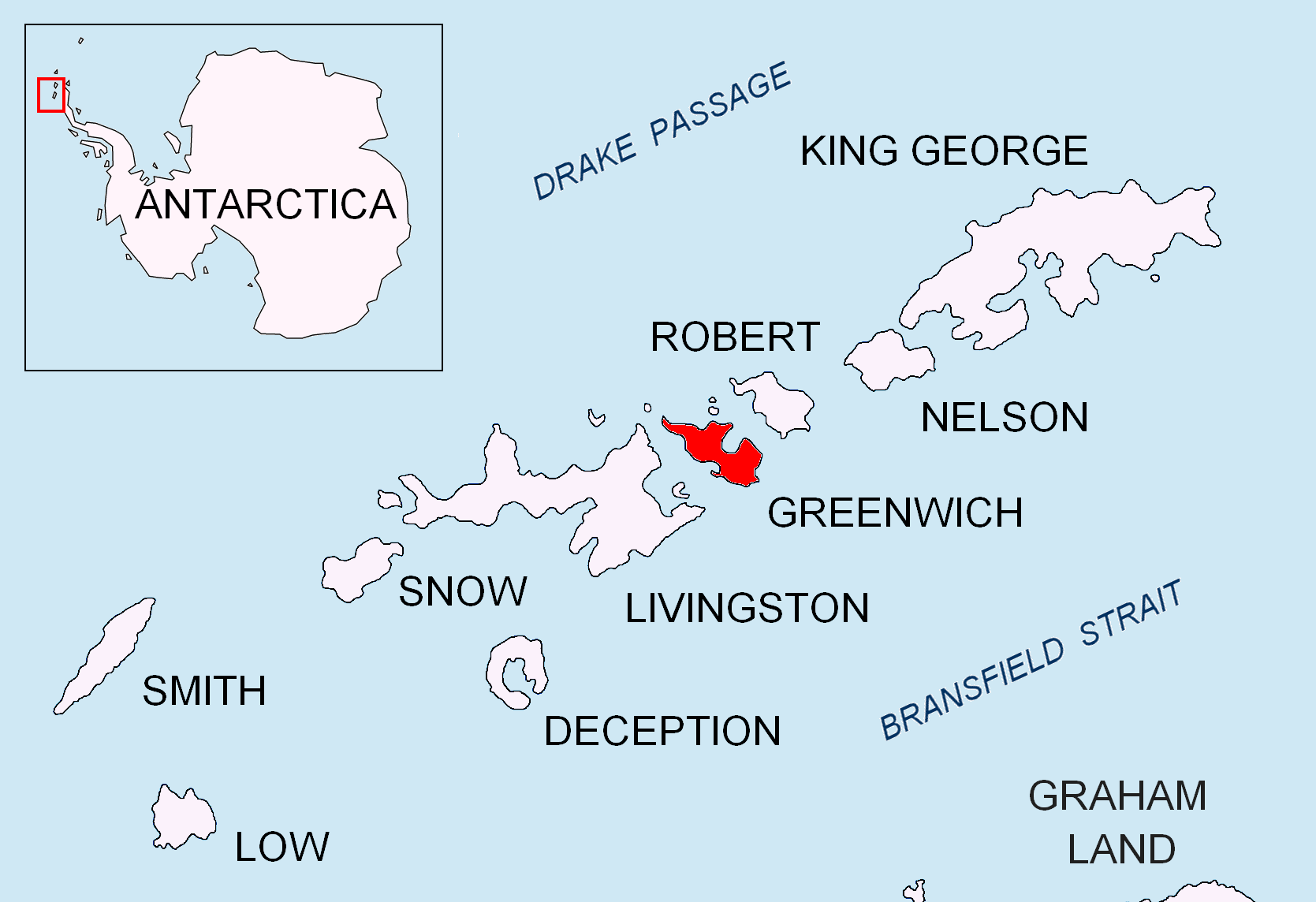

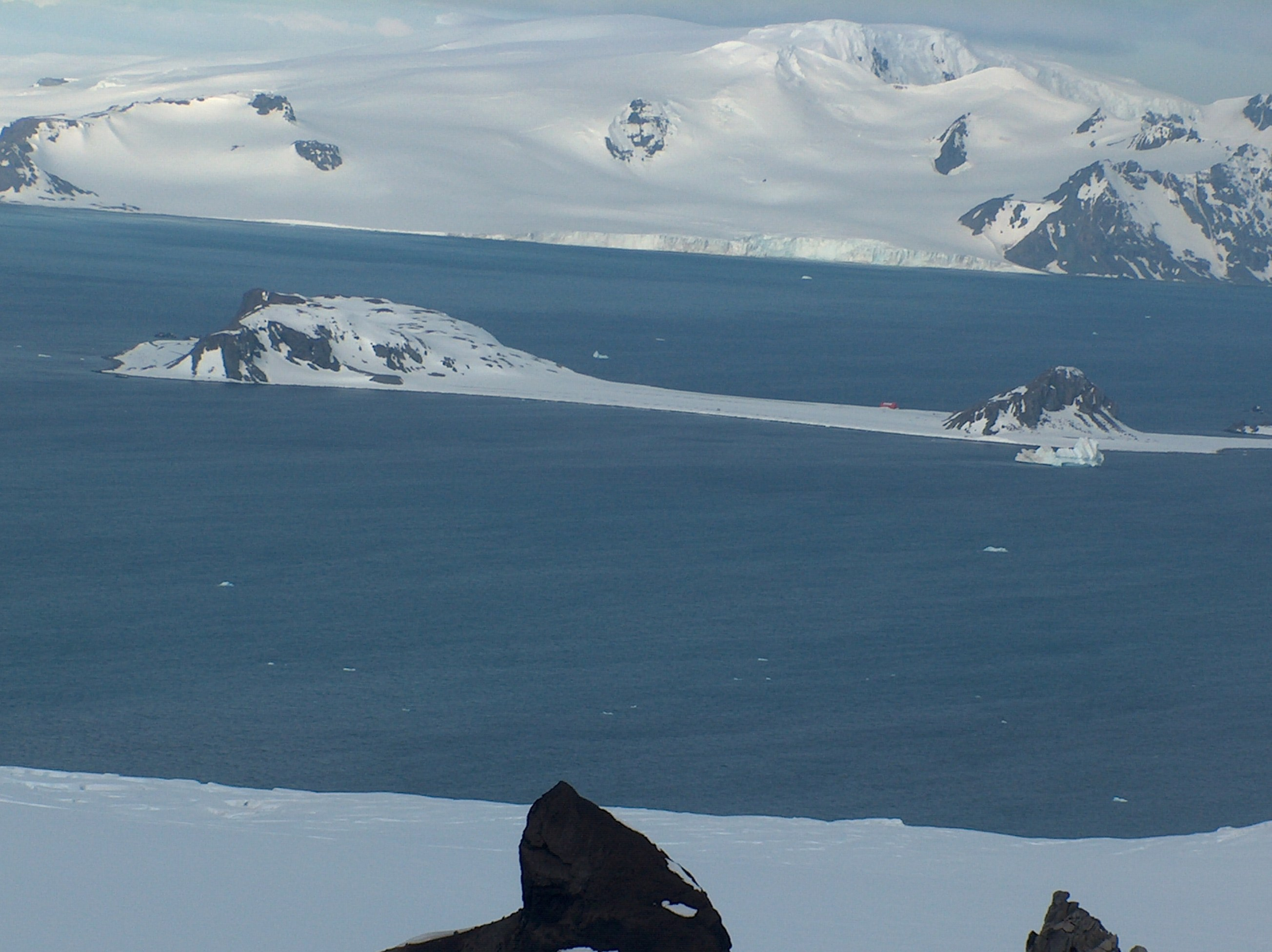

烏爾菲拉冰川是南極洲的冰川，位於南設得蘭群島中格林尼治島的布雷茲尼克高地南坡，西北面是奧博里什泰嶺，東北面是泰爾泰爾峰和拉茲格勒峰。
62°32′39″S 59°44′32″W / 62.54417°S 59.74222°W

## 外部連結
- Wulfila Glacier. （页面存档备份，存于） SCAR Composite Antarctic Gazetteer.